# Škoda Rapid Six
Der Škoda Rapid Six war das größere Schwestermodell des Škoda Rapid. Das 2-türige Coupé erschien ebenfalls 1935 und hatte eine stromlinienförmige Karosserie in Holz-Stahl-Mischkonstruktion.
Sein wassergekühlter, seitengesteuerter Sechszylinder-Viertakt-Motor hatte einen Hubraum von 1961 cm³ und eine Leistung von 50 PS (37 kW). Er beschleunigte das 1050 kg schwere Fahrzeug bis auf 130 km/h. Über das an den Motorblock angeflanschte Getriebe und eine Kardanwelle wurde die Antriebskraft an die Hinterräder weitergeleitet. Der vorne und hinten gegabelte Zentralrohrrahmen des Wagens bestand aus geschweißten Stahl-U-Profilen.